# Hubert Raudaschl
Hubert Raudaschl (* 26. srpna 1942 Sankt Gilgen) je bývalý rakouský reprezentant v jachtingu. Na Letních olympijských hrách 1960 byl náhradníkem a do soutěží nezasáhl; v letech 1964 až 1996 startoval na devíti olympiádách v řadě, největšími úspěchy byly stříbrné medaile ve třídě Finn v roce 1968 a ve třídě Star v roce 1980 spolu s Karlem Ferstlem. Na čtyř olympiádách byl vlajkonošem rakouské výpravy. Dvakrát vyhrál mistrovství světa v jachtingu (1964 v třídě Finn a 1978 v třídě Microcupper) a dvakrát mistrovství Evropy v jachtingu (1966 Finn a 1978 Star). Získal 22 titulů jachtařského mistra Rakouska. Po ukončení kariéry vede firmu na stavbu lodí. Jeho syn Florian Raudaschl je také jachtařem, startoval na LOH 2012.